# Жилино (Устюженский район)
Жилино — деревня в Устюженском районе Вологодской области.
Входит в состав Мезженского сельского поселения, с точки зрения административно-территориального деления — в Мезженский сельсовет.
Расстояние по автодороге до районного центра Устюжны — 40 км, до центра муниципального образования деревни Долоцкое — 2 км. Ближайшие населённые пункты — Долоцкое, Кишкино, Михалёво.
Население по данным переписи 2002 года — 20 человек (8 мужчин, 12 женщин). Всё население — русские.